# Golfo della Lumbovka
Il golfo della Lumbovka (in russo Лумбовский залив?, Lumbovskij zaliv) è un'insenatura lungo la costa settentrionale russa, nell'oblast' di Murmansk, amministrata dal circondario della città chiusa di Ostrovnoj. È situato nella parte nord-occidentale del mar Bianco.

## Geografia
Il golfo si apre verso nordest, sulla costa nord-orientale della penisola di Kola. Si trova lungo la costa Terskij (Терский берег) ed è chiusa a nordest dall'isola Lumbovskij (остров Лумбовский) e altre isolette. Ha una lunghezza di circa 9 km e una larghezza massima di 15,,5 km. La profondità massima è di 4 m.
Il golfo prende il nome dal fiume Lumbovka, che sfocia nella sua parte meridionale. Altri immissari sono la Kamenka (река Каменка) a sud, la Pesčanka (река Песчанка) a est, la Černaja (река Черная) a ovest e la Zapadnaja (река Западная) a nordovest. Quest'ultima si getta nella piccola baia omonima (губа Западная).
Come già detto, il golfo è chiuso dall'isola Lumbovskij, che così crea due stretti ai suoi lati: lo stretto Bol'šie Vorota (пролив Большие Ворота) a nord e lo stretto Malye Vorota (пролив Малые Ворота) a sud. Attorno a Lumbovskij e all'interno del golfo si trovano diverse piccole isole:
- le isole Bol'šoj (остров Большой Щукин) e Malyj Ščukin (остров Малый Щукин), nei pressi dell'ingresso, a nord di Lumbovskij. (67°50′39.3″N 40°24′07.4″E)
- le isole Bol'šoj (остров Большой Алексеев) e Malyj Alekseev (остров Малый Алексеев), poco a ovest delle precedenti. (67°50′19.75″N 40°22′53.85″E)
- l'isola Zapadnaja Luda (остров Западная Луда), poco a est dell'ingresso della baia della Zapadnaja. (67°50′17.65″N 40°18′36.15″E)
- le isole Kamennye Korgi (острова Каменные Корги), al centro del golfo, sono un gruppo di sette scogli. (67°49′22.5″N 40°25′07.3″E).
- l'isola Travjanoj (остров Травяной), sul lato occidentale di Lumbovskij. (67°49′43.95″N 40°27′29.45″E)
- le isole Baklan'i Ludy (острова Бакланьи Луды), a nord di Lumbovskij, sono un gruppo di molti scogli. (67°50′17.05″N 40°32′14.95″E)
- le isole Vargaj (острова Варгай), nella parte meridionale, poco a nord di capo Vargaj, sono un gruppo di sei isolotti. (67°46′02.1″N 40°27′15.85″E)

Le coste sono principalmente ripide e a sud raggiungono un'altezza massima di 173 m s.l.m.
Tra le foci della Kamenka e del fiume omonimo sorge la cittadina di Lumbovka.